# Ошурково (Зубцовский район)
Ошу́рково — деревня в Зубцовском районе Тверской области. Относится к Дорожаевскому сельскому поселению.

## География
Деревня расположена на берегу реки Жабня в 8 км на северо-запад от центра поселения деревни Дорожаево и в 55 км на северо-восток от райцентра города Зубцова.

## История
В 1754 году в селе была построена каменная церковь Михаила Архангела с 3 престолами.
В конце XIX — начале XX века село входило в состав Дорожаевской волости Зубцовского уезда Тверской губернии. 
С 1929 года деревня являлась центром Ошурковского сельсовета Погорельского района Ржевского округа Западной области, с 1935 года — в составе Калининской области, с 1960 года — в составе Зубцовского района, с 1994 года — центр Ошурковского сельского округа, с 2005 года — в составе Дорожаевского сельского поселения. 

## Население
| 1859 | 1888 | 1997 | 2002 | 2010 |
| ---- | ---- | ---- | ---- | ---- |
| 186  | ↘117 | ↘109 | ↘89  | ↘51  |

## Достопримечательности
В деревне находится колокольня церкви Михаила Архангела (1754).